# Piedrasblancas
Piedrasblancas är en ort i Spanien.   Den ligger i provinsen Province of Asturias och regionen Asturien, i den norra delen av landet, 400 km nordväst om huvudstaden Madrid. Piedrasblancas ligger 84 meter över havet och antalet invånare är 9 531.
Terrängen runt Piedrasblancas är platt åt nordost, men åt sydväst är den kuperad. Havet är nära Piedrasblancas åt nordväst. Runt Piedrasblancas är det mycket tätbefolkat, med 2 261 invånare per kvadratkilometer. Närmaste större samhälle är Avilés, 3,4 km öster om Piedrasblancas. 